# San Andrés Duraznal
San Andrés Duraznal är en ort i Mexiko.   Den ligger i kommunen San Andrés Duraznal och delstaten Chiapas, i den sydöstra delen av landet, 700 km öster om huvudstaden Mexico City. San Andrés Duraznal ligger 1 629 meter över havet och antalet invånare är 2 987.
Terrängen runt San Andrés Duraznal är bergig österut, men västerut är den kuperad. Runt San Andrés Duraznal är det ganska tätbefolkat, med 86 invånare per kvadratkilometer. Närmaste större samhälle är Simojovel de Allende, 9,5 km öster om San Andrés Duraznal. I omgivningarna runt San Andrés Duraznal växer i huvudsak städsegrön lövskog.